# تشارلز أوسبورن (لاعب كرة قدم أمريكية)
تشارلز جليدين أوزبورن (9 فبراير 1884-15 يناير 1961)،لاعب ومدرب كرة قدم أمريكية.
ولد في حي روكسبري في بوسطن عام 1884. التحق بمدرسة تشارترهاوس في إنجلترا وكلية ماجدالين بأكسفورد.